# Еміліано Фаббрікаторе
Еміліано Фаббрікаторе O.S.B.I. (італ. Emiliano Fabbricatore; 12 серпня 1938, Санта-Софія-д'Епіро — 6 січня 2019, Гроттаферрата) — італійський церковний діяч, василіянин, архимандрит-емерит архимандрії святого Ніла в Гроттаферраті.

## Життєпис
Народився в Санта-Софія-д'Епіро 12 серпня 1938 року. Висвячений на священника архимандрії святого Ніла 13 серпня 1967 року.
Номінований архимандритом територіальної архимандрії святого Ніла в Гроттаферраті 31 січня 2000 року, а 5 березня того ж року отримав архимандричу хіротесію. Мав титул протоархимандрита і архимандрита територіальної архимандрії.
4 листопада 2013 року папа Франциск прийняв зречення о. Еміліано Фаббрікаторе з уряду архимандрита територіальної архимандрії святого Ніла в Гроттаферраті.
Помер 6 січня 2019 року в Гроттаферраті у 80-річному віці.

## Праці
- «Typikón dei monaci basiliani di Santa Maria di Grottaferrata» (Editore Bannò 2006),
- «Il monastero italo-bizantino di Grottaferrata 1004—2004: mille anni di storia, spiritualità e cultura» (Editore De Luca 2005).